# Реконструкція злочину
Реконструкція злочину або реконструкція місця злочину — це судово-медична наукова дисципліна, в якій людина отримує «явне знання серії подій, які супроводжують вчинення злочину, використовуючи дедуктивне та індуктивне міркування, речові докази, наукові методи та їхні взаємозв'язки». Гарднер і Бевел пояснюють, що реконструкція місця злочину «включає оцінку контексту місця злочину та знайдених там речових доказів, щоб визначити, що сталося та в якому порядку це сталося». Реконструкція злочину — це розвиток дій і обставин на основі системи доказів, виявлених і досліджених щодо конкретного злочину. У цій філософії всі елементи доказів, які виявляються в даній справі, розглядаються як взаємозалежні; значення кожного частина, кожна дія і кожна подія падають і піднімаються на спинах інших".

## Інтернет-ресурси
- Association For Crime Scene Reconstruction (U.S.)